# Kościół Świętej Trójcy w Karlskronie
Trefaldighetskyrkan – Kościół Świętej Trójcy w Karlskronie, Szwecja. Świątynia została zaprojektowana przez Nicodemusa Tessina młodszego i zbudowana w latach 1697–1709.
Wygląd kościoła to okrągły budynek z dachem kopułowym, który jest nietypową dla Szwecji konstrukcją.
Kościół znajduje się na głównym rynku miasta – Stortorget, na wyspie Trossö.
Kościół ma status zabytku sakralnego według rozdz. 4 Kulturminneslagen (pol. Prawo o pamiątkach kultury) ponieważ został wzniesiony do końca 1939 (3 §).